# Der kleine Muck (film 1921)
Der kleine Muck  è un film muto del 1921 diretto da Wilhelm Prager.
È il primo lungometraggio ad avere come protagonista un attore bambino di parziale origine africana (Willi Allen).

## Trama
Rimasto orfano, il piccolo Muck non ha più una casa. Nei suoi vagabondaggi, viene preso a servizio dalla signora Ahavzi che, per i suoi servizi, lo ricompensa con un paio di pantofole magiche e un bastone fatato che gli permettono di ottenere un posto come corridore del sultano e di trovare un tesoro. Il piccolo Muck cade però presto in disgrazia e viene esiliato, perdendo i suoi oggetti magici. Per ritornare nelle grazie del sovrano, pianta dei fichi magici che provocano l'allungamento del naso del sultano il quale ricorre alle sue cure quando, travestito da medico, Muck si presenta a corte. Per ringraziarlo della guarigione, gli viene concesso di scegliere tra i tesori del sultano quello che lui vorrà: ovviamente, lui sceglie le sue pantofole e il bastone. Ma il sultano, adesso, vuole vendicare l'offesa subita.

## Produzione
Il film fu prodotto dal dipartimento culturale dell'UFA e venne girato negli stabilimenti di Berlino-Steglitz.

## Distribuzione
Distribuito dall'Universum Film (UFA), il film fu presentato al Tauentzienpalast di Berlino l'11 febbraio 1921; l'8 febbraio, il film aveva ottenuto il visto di censura B.1265 che ne permetteva la visione a tutti. In Finlandia, uscì il 26 dicembre 1922.